# باي روكتز
باي روكتز (بالصينية: 八一双鹿电池火箭) هو فريق كرة سلة صيني  تأسس في 1955 يقع في نينغبو، تشيجيانغ، الصين. يلعب في الرابطة الصينية لكرة السلة.